# Атлантски кодекс
Атлантски кодекс представља дванаестотомни скуп цртежа и списа Леонарда да Винчија, највећи такав скуп; његово име указује на атласну ширину. Састоји се из 1 119 листова који су настали у периоду 1478-1519. и према садржају покривају велики број различитих предмета, од летења, преко оружја, музичких инструмената до математике и ботанике. Овај кодекс сакупио је вајар Помпео Леони, син Леонеа Леонија, крајем 16. века, који је дотад био подељен у неколико засебних Леонардових свезака. Данас се чува у Библиотеци Амброзиани, у Милану.

## Историја чувања
Кодекс су обновили Василијеви монаси који су радили у лабораторији за обнову старих књига и рукописа од 1968. до 1972.
У априлу 2006. године, Кармен Бамбак из Метрополитен музеја уметности у Њујорку открила је на кодексу буђ различите боје, укључујући црну, црвену и љубичасту. Монсињор Ђанфранко Равази, тада шеф Амброзиан библиотеке, сада шеф папског савета за културу у Ватикану, упозорио је италијански конзерваторски институт у Фиренци. У октобру 2008. утврђено је да боје на страницама нису узрок буђи, већ су изазване живиним солима које су додате да би се кодекс заштитио од буђи.